# Тождества Галлаи
Тождества Галлаи в теории графов — это соотношения между численными характеристиками произвольного графа {\displaystyle G}: числом независимости {\displaystyle \alpha (G)}, числом вершинного покрытия {\displaystyle \tau (G)}, числом паросочетания {\displaystyle \nu (G)} и числом рёберного покрытия {\displaystyle \rho (G)}.
Тождества опубликованы венгерским математиком Тибором Галлаи в 1959 году. Сам Галлаи утверждал, что получил эти результаты ещё в 1932 году, при этом полагая, что в то время Кёнигу о них уже было известно.

## Первое тождество Галлаи
В любом графе {\displaystyle G=(V,E)} выполняется соотношение {\displaystyle \alpha (G)+\tau (G)=|V|}.

### Доказательство
Пусть {\displaystyle T} — наименьшее вершинное покрытие в графе {\displaystyle G}. Рассмотрим множество вершин {\displaystyle V\setminus T}. Поскольку любое ребро {\displaystyle e\in E} инцидентно хотя бы одной вершине из множества {\displaystyle T}, ни одно ребро не соединяет две вершины из множества {\displaystyle V\setminus T}. Следовательно, {\displaystyle V\setminus T} является независимым множеством вершин в графе {\displaystyle G}, и его размер {\displaystyle |V|-\tau (G)} не превосходит размера наибольшего независимого множества вершин, то есть, {\displaystyle \alpha (G)}.
Рассмотрев наибольшее независимое множество вершин в графе {\displaystyle G} и проделав такое же рассуждение в обратную сторону, получим неравенство {\displaystyle |V|-\alpha (G)\geq \tau (G)}, что в совокупности с первым неравенством даёт  {\displaystyle \alpha (G)+\tau (G)=|V|}. 

## Второе тождество Галлаи
В любом графе {\displaystyle G=(V,E)}, не содержащем изолированных вершин (т.е. вершин со степенью 0), выполняется соотношение {\displaystyle \nu (G)+\rho (G)=|V|}.
Примечание:
Если в графе есть хоть одна изолированная вершина, то рёберного покрытия не существует, следовательно, число рёберного покрытия {\displaystyle \rho (G)} не определено.

### Доказательство
Рассмотрим наименьшее рёберное покрытие {\displaystyle R} в графе {\displaystyle G}. Если бы {\displaystyle R} содержало циклы, то можно было бы удалить одно из рёбер цикла, получив рёберное покрытие размера на единицу меньше. Следовательно, {\displaystyle R} образует лес на множестве вершин {\displaystyle V}, и выполняется равенство {\displaystyle |V|-|R|=K}, где {\displaystyle K} — количество компонент связности в этом лесе. Взяв из каждой компоненты связности по одному ребру, получим паросочетание в графе {\displaystyle G} размера {\displaystyle |V|-\rho (G)}. Следовательно, размер наибольшего паросочетания {\displaystyle \nu (G)\geq |V|-\rho (G)}.
Далее, рассмотрим наибольшее паросочетание {\displaystyle N} в графе {\displaystyle G}. Оно насыщает  {\displaystyle 2\cdot \nu (G)} вершин графа {\displaystyle G}, следовательно, {\displaystyle |V|-2\cdot \nu (G)} вершин остаются ненасыщенными. Возьмём для каждой ненасыщенной вершины графа по одному ребру, обозначим множество таких рёбер {\displaystyle N_{1}}. Если хотя бы одно ребро из {\displaystyle N_{1}} соединяло бы сразу две ненасыщенные вершины, это ребро можно было бы добавить в паросочетание {\displaystyle N}, что невозможно, поскольку это наибольшее паросочетание. Значит, во множестве {\displaystyle N_{1}} ровно {\displaystyle |V|-2\cdot \nu (G)} рёбер. Множество {\displaystyle N\cup N_{1}} является рёберным покрытием в графе {\displaystyle G}, следовательно, его размер  {\displaystyle |V|-\nu (G)} не меньше размера наименьшего рёберного покрытия {\displaystyle \rho (G)}.
Объединив неравенства {\displaystyle \nu (G)\geq |V|-\rho (G)} и {\displaystyle |V|-\nu (G)\geq \rho (G)}, получим искомое тождество {\displaystyle \nu (G)+\rho (G)=|V|}.